# Stanislav Tůma (judista)
Stanislav Tůma (* 1953) je bývalý československý zápasník–judista české národnosti.

## Sportovní kariéra
Připravoval se v Banské Bystrici v armádním vrcholovém sportovním centru Dukla pod vedením Ludvíka Wolfa. V československé reprezentaci se pohyboval od poloviny sedmdesátých let v lehké váze do 71 kg. V roce 1976, 1980 na olympijských hrách nestartoval. V roce 1984 přišel o účast na olympijských hrách v Los Angeles kvůli bojkotu her zeměmi východního bloku. Sportovní kariéru ukončil v polovině osmdesátých let. Do zániku Československa v roce 1993 působil na Slovensku jako trenér.